# Grand-Corent
Grand-Corent – miejscowość i gmina we Francji, w regionie Owernia-Rodan-Alpy, w departamencie Ain.

## Demografia
Według danych na styczeń 2012 r. gminę zamieszkiwało 176 osób, a gęstość zaludnienia wynosiła 24,7 osób/km².